# التحول إلى المسيحية

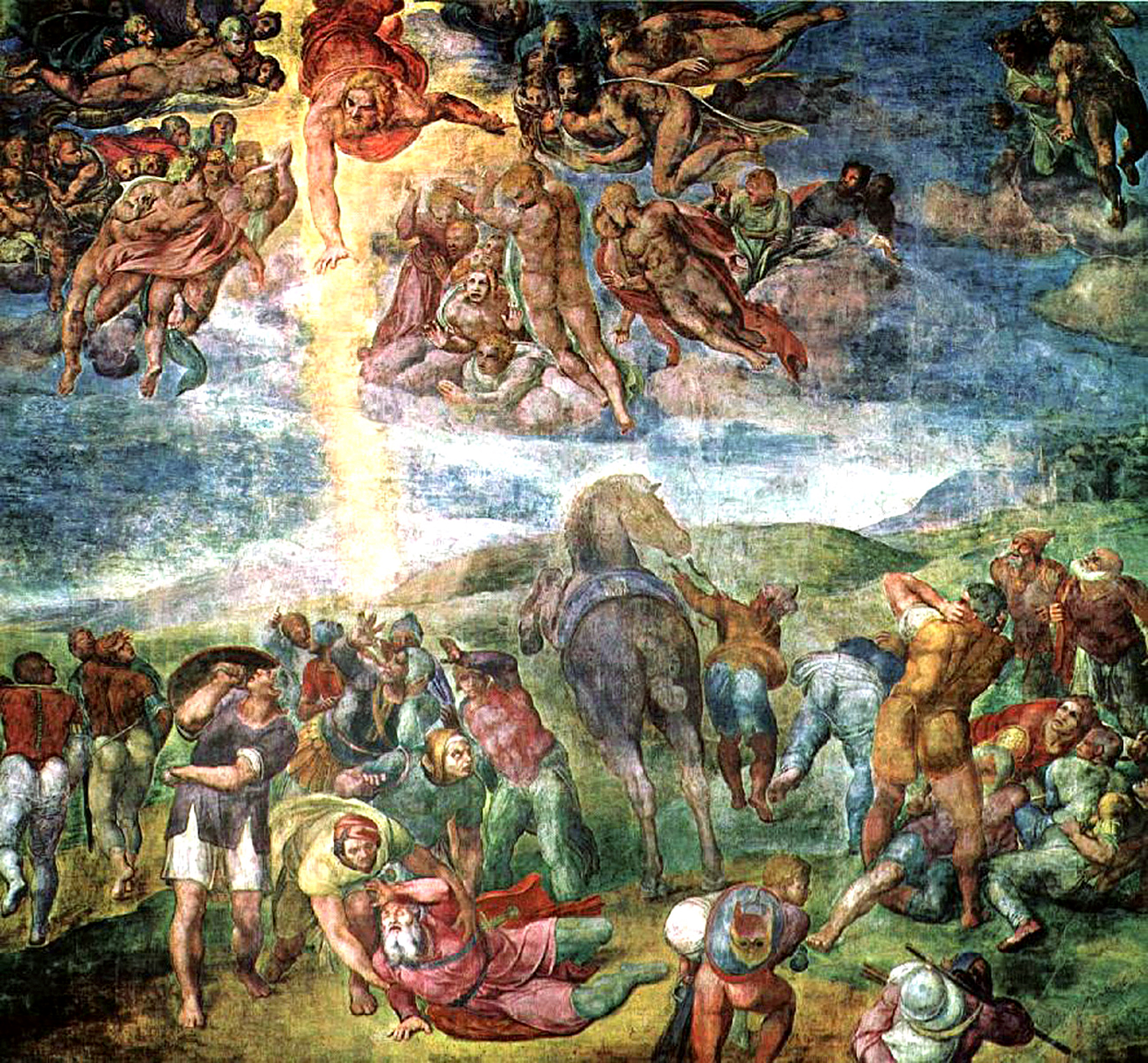
تحول بولس الرسول في الطريق إلى دمشق، رسم ميكيلانجيلو.

التحول إلى المسيحية هو التحول الديني لشخص لم يكن مسيحياً إلى شكل من أشكال المسيحية. وقد تم اعتبار هذه المهمة التجربة التأسيسية للحياة المسيحية. التحول إلى المسيحية ينطوي في المقام الأول على الاعتقاد (الإيمان) بالرب، والتوبة من الخطيئة، والاعتراف بالتقصير نحو الكثير من مجد الله والقداسة والإيمان بكون يسوع المسيح ابن الله ويعني كل ذلك وسيلة كي يكفر المرء عن خطيئته، وبالتالي فإن الطريق الوحيد إلى الخلاص. في حين قد ينطوي اعتناق المسيحية مجرد خيار شخصي للتعرف على المسيحية وليس أي دين آخر، فالعديد من المسيحيين يدركون أنه يعني أن الفرد يبلغ الأبدية، ويفوز بالخلاص إذا أقدم على عمل تحول حقيقي أو فعل، تحول «جذري في النفس.»
كما تم تعريف التحول للمسيحية بأنه نقطة التحول من «الحياة الطبيعية» إلى «الحياة الروحية». وهذا المعنى ينظر إليه على أنه على حد سواء يعد «تغييرا جذريا في القلب والحياة» وأيضا عملية طبيعة أكثر تدرجا يتم بها التحول الروحي الذي يتطور من خلال الثقافة المسيحية والتعليم.
وفقًا للاهوت تشارلز كوران، فالتحول هو الرسالة المركزية الأخلاقية ليسوع. إنه يصف ذلك بأنه «صحوة ضمير إلى حقيقة الوجود الإلهية» في حياة المرء. في إنجيل متى يقتبس يسوع هذا التوجه، «الحق أقول لكم، ما لم يتم تحولكم وتصبحون مثل الأطفال، فلن تدخلوا ملكوت السموات.»
وقد أبدى علماء الاجتماع اهتمامًا كبيرًا بموضوع التحول إلى المسيحية ووصفوها بأنها التجربة الدينية التي تصف المؤمنين وتعزيز ثقتهم وتغيير حياتهم.
لا ينبغي الخلط بين التحول إلى المسيحية وبين التنصير، الذي يعرف باسم «إعادة صياغة العلاقات الاجتماعية، والمعاني الثقافية والتجربة الشخصية من حيث كونها (مقبولة عمومًا أو مفترض قبولها) وهي المبادئ المسيحية.»  أنها عادة شملت الجهود المبذولة لتحويل منهجي لقارة بأكملها أو ثقافة تامة من المعتقدات الحالية إلى تلك القائمة على المسيحية 

## بعض الأمثلة من العهد الجديد
إن تحول بطرس الرسول، كما هو مسجل في الكتاب المقدس، بمثابة المثال الكلاسيكي على «شخص غير مسيحي سابقا، ثم دخل على الطريقة المسيحية في الحياة»:
حدث التحول الأكثر إثارة في المسيحية في حياة بولس الرسول قبل التحول كان اسمه شاول. كان بولس الرسول متعصب لقضية الهيكل الثاني في اليهودية الذي كان «لَمْ يَزَلْ يَنْفُثُ تَهَدُّدًا وَقَتْلًا عَلَى تَلاَمِيذِ الرَّبِّ» (أع 1:9). أثناء السفر إلى دمشق لاعتقال اليهود المسيحيين، سقط على الأرض وأحاط به ضوء ساطع «من السماء». سمع صوت يتهمه: «شَاوُلُ، شَاوُلُ! لِمَاذَا تَضْطَهِدُنِي؟» (أع 4:9). وحولته تلك التجربة غير مبصر بصفة مؤقتة. ووجهه الصوت أن يذهب إلى دمشق حيث شُفي وعمد من قِبل حنانيا في دمشق، وقد وصف بأنه امتلئ من الروح القدس، وبدأ يعلن بانفعال المسيحية والإنجيل والأخبار الجيدة.
هانيغان يتصور تجربة مشتركة حول «الموت والبعث» في هذه التحولات وغيرها، والتي وصفها بأنها «لقاءات مع الله الحي». تحليله هو أن هؤلاء الأفراد لم يستجيبوا للكثير من الشعور بالذنب، ولكنهم شعروا بالخوف والرهبة، والتقديس، والاستشعار بوجود الله. يبدأ الله بأخذ المبادرة في حياة الفرد، ثم يستجيب الشخص من خلال اعتراف الشخصية بالآثام والموافقة بعد ذلك على الدعوة إلى القداسة.

## التحول طريق للخلاص
التحويل هو الطريق إلى الخلاص وهو في الغالب موقف المسيحية البروتستانتية. يسمى بأشكال مختلفة كونه محفوظا، وقد ولد من جديد، وتم تحوله. وهو يذهب إلى أنه عند التحول إلى المسيحية يبدأ الخلاص. وكان يعد ركيزة كبيرة في الإصلاح البروتستانتي، أي أن الخلاص يتحقق وحده بالايمان. فهذا بالضبط ما يعنيه تحقيق الخلاص وهو يختلف إلى حد ما بين طائفة مسيحية وأخرى. كان ينطوي في المقام الأول الإيمان بالرب، التوبة من الخطايا، والاعتراف بأن يسوع المسيح هو ابن الله. وفي بعض الوثائق يتم إنجاز كل هذه من خلال الصلاة لتكفير الخطايا.
موقف البروتستانت يؤكد كذلك أنه يتم تدريس جميع الأشياء الضرورية للخلاص والإيمان والحياة الخاصة في الكتاب المقدس بوضوح كاف للمؤمن العادي للعثور عليه هناك، وكذلك فهم الكتاب المقدس وحده (سولا سكريبتورا) وسلطتهم.
يستعرض البروتستانت عادة مهنة الإيمان في المسيحية كمخلص (الخلاص)، والخطوة الوحيدة من التحول إلى المسيحية لديهم هي المعمودية التي قد تفعل أكثر مع الاعتراف العلني من الإيمان بالمسيح مع الخلاص. ويعتبرون أن المعمودية هي تحديد الفرد مع المسيح من خلال موت المسيح، دفن وقيامة المسيح، والانصياع إلى تعاليم المسيح ولكن على أنها لا علاقة لها بالخلاص الأبدي ووجد أنصاره أو عثرو على دعم الكتاب المقدس عن هذا الفهم حساب اللص «التائب» أيضًا معلقة على صليب آخر يسأل يسوع «الْحَقَّ أَقُولُ لَكَ: إِنَّكَ الْيَوْمَ تَكُونُ مَعِي فِي الْفِرْدَوْسِ» وكان رد يسوع مباشرة «الْحَقَّ أَقُولُ لَكَ: إِنَّكَ الْيَوْمَ تَكُونُ مَعِي فِي الْفِرْدَوْسِ». وهم يشيرون إلى أن يسوع قد عرض عليه خلاصًا غير مشروط، على ما يبدو دون وجود ضرورة للمعمودية أو أي شرط آخر، يستند فقط إلى اعتقاد الرجل واعترافه. يتم اتخاذ مزيد من الأدلة من الكتاب المقدس التي تضمنت أن يسوع لم يعمد أي شخص بنفسه: «في الحقيقة لم يكن يسوع الذي عمد، ولكن تلاميذه.» هذا التفسير، جنبًا إلى جنب مع تمثيل العهد الجديد الثابت للسيد المسيح باعتباره «المخلص» يؤدي بهم إلى استنتاج أن هذه المعمودية ليست ضرورية للخلاص.
المسيحيين الإنجيليين الأصوليين يؤكدون على ضرورة تجربة التحول التي تنطوي على الشخصية، والاقتراب المكثف في بعض الأحيان، مع فرد له سلطة من الرب. عمومًا فإن هذه الطوائف تعلم أنه لا يتم خلاص هؤلاء بدون هذه التجربة، وبالتالي التحول إلى ديانة أخرى يعد غير صحيحًا لدى المسيحيين. هذه المجموعات كثيرا ما تشير إلى الخلاص الشخصي الذي يعنى أنهم قد ولدوا من جديد. هذا المصطلح يأتي من محادثة يسوع مع الفريسيي المدعو نيقوديموس، وهو عضو في المجلس الحاكم اليهودي  قال له يسوع: الْحَقَّ الْحَقَّ أَقُولُ لَكَ: إِنْ كَانَ أَحَدٌ لاَ يُولَدُ مِنْ فَوْقُ لاَ يَقْدِرُ أَنْ يَرَى مَلَكُوتَ اللهِ».
بعض الطوائف البروتستانتية الأخرى تعطى أهمية أقل تركيزا على تجربة التحول، ويعتمدون في الغالب على بيان شخصية الفرد والاعتقاد والالتزام بالمسيح يسوع ربًا ومخلصًا. وكانوا يتوقعون أن يظفروا التحول معمودية المؤمن للانضمام إلى الكنيسة.

## أساليب

### المعمودية

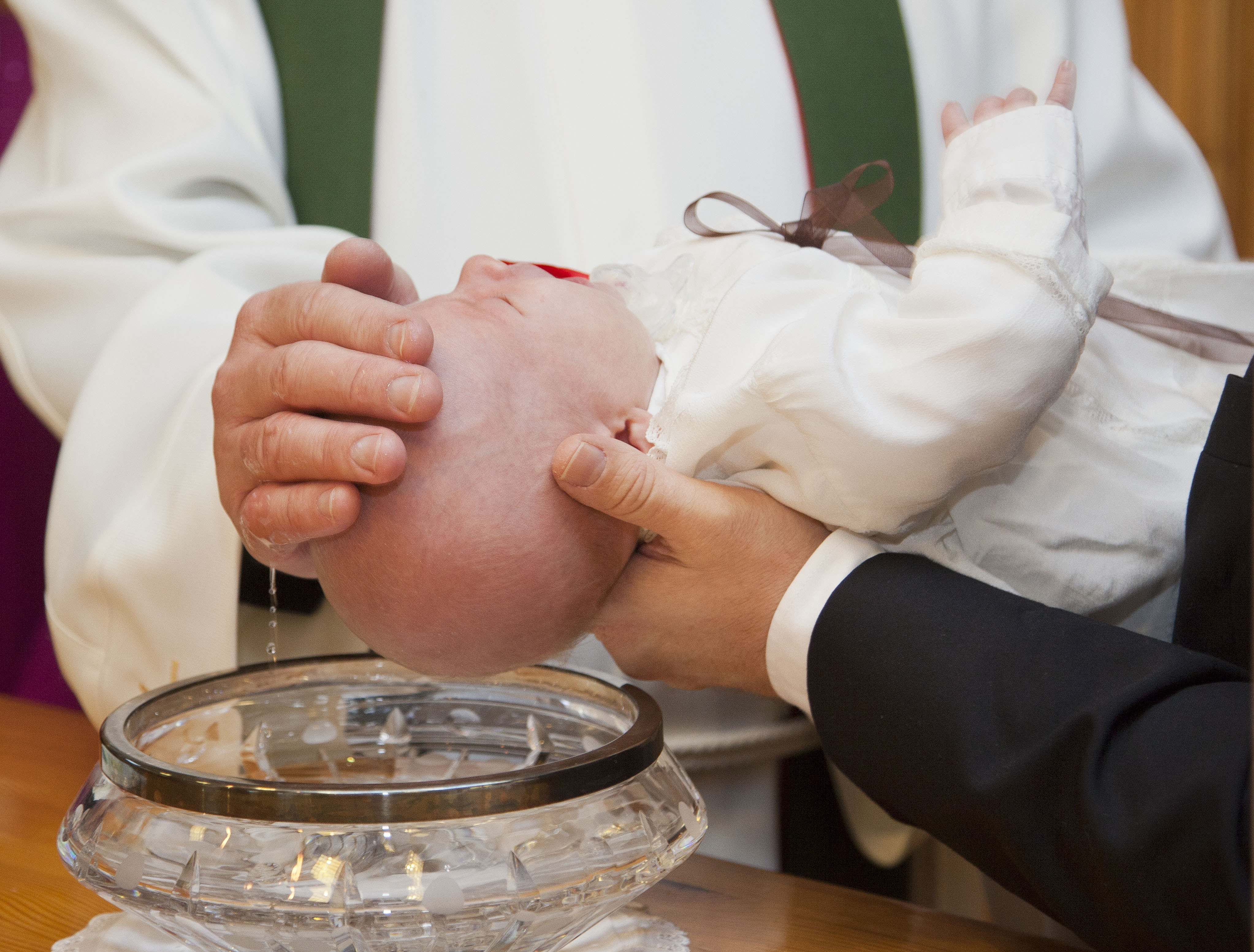
المعمودية، وهو سر دخول المرء في المسيحية.

المعمودية هي طقس مسيحي يمثل دخول الإنسان الحياة المسيحية. تتمثل المعمودية باغتسال المعمّد بالماء بطريقة أو بأخرى. ويعد سر المعمودية أحد الأسرار السبعة المقدسة في الكنيسة الأرثوذكسية والكاثوليكية وأحد السرين المقدسين في الكنائس البروتستانتية.
الشخص الذي يجري تعميده يصبح تابعاً ليسوع المسيح وتابعاً للكنيسة المسيحية. والمعمودية تمثل موت يسوع المسيح وقيامته في الحياة الجديدة. أيضاً
الطفل المعمد يخلّص من الخطيئة الأصلية التي هي خطيئة آدم وحواء ويدخل الحياة مرة أخرى كإنسان جديد. وبحسب الاعتقاد المسيحي، فإن أول عماد في التاريخ كان عماد المسيح على يد يوحنا المعمدان في نهر الأردن.
وقد اختلفت وجهات نظر المسيحيين حول المعمودية وكان الجدال حول قضيتين: نوع المعمودية ومعمودية الأطفال أو الكبار. تعتبر الطوائف المسيحية الشرقية أن المعمودية لا تصح إلا بتغطيس الإنسان كاملا تحت الماء لأنها تشير إلى أن المعتمد بحسب التقاليد المسيحيّة دُفن مع يسوع وقام معه بناءً على الآية القائلة: «أمْ تَجْهَلُونَ أَنَّنَا كُلَّ مَنِ اعْتَمَدَ لِيَسُوعَ الْمَسِيحِ اعْتَمَدْنَا لِمَوْتِهِ، فَدُفِنَّا مَعَهُ بِالْمَعْمُودِيَّةِ لِلْمَوْتِ، حَتَّى كَمَا أُقِيمَ الْمَسِيحُ مِنَ الأَمْوَاتِ، بِمَجْدِ الآبِ، هكَذَا نَسْلُكُ نَحْنُ أَيْضًا فِي جِدَّةِ الْحَيَاةِ». أو بتغطيسه ثلاث مرات على اسم الثالوث الأقدس وليس مرة واحدة. في حين تكتفي الطوائف المسيحية الغربية برش الماء على الوجه، لأنّ المقصود من وضع الماء هو الإشارة إلى غسل الروح القدس.
يعد بعض المسيحيين من البروتستانت مثل الكنيسة المعمدانية وتجديدية المعمودية أنه لا لزوم لتعميد الأطفال وأنّ الإعتماد للمؤمنين فقط، أي الذين تعدوا مرحلة الطفولة وبلغوا سن الرشد، بحيث يمكن لهم فهم الخلاص والاعتراف بالتوبة بحسب المعتقدات المسيحية. بالرغم من وجود أقليّة ترفض معمودية الأطفال إلّا أنّ أغلبية المسيحيين تعتبر معمودية الصغار واجبة ما داموا أطفالاً لمؤمنين. وذلك علامة على الميثاق بين الله وبينهم بحسب المعتقدات المسيحيّة.
استنادًا للمعتقدات المسيحية تعد المعمودية ختم أبدي وبالتالي كل شخص نال سر المعمودية يبقى مسيحيًا حتى الممات.

## التحول إلى المسيحية من أديان أخرى

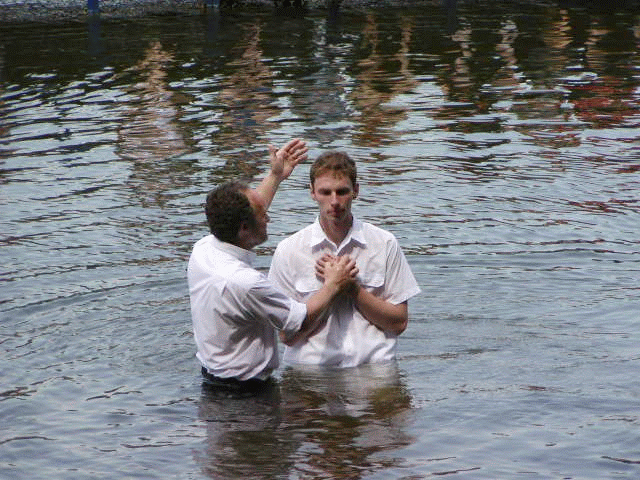
قس إنجيلي يقوم بطقس المعموديّة.

وفقًا لكتاب «دليل أكسفورد للتحويل الديني»، تكسب المسيحية سنوياً حوالي 65.1 مليون شخص بسبب عوامل أهمها معدل الولادة والتحول الديني، ويحصل معظم النمو الصافي في أعداد المسيحيين في أفريقيا وأمريكا اللاتينية وآسيا. وبحسب كتاب «دليل أكسفورد للتحول الديني» تكسب المسيحية سنوياً حوالي 15.5 مليون شخص قادمين من خلفيات دينية مغايرة، ويُقدر صافي الربح من المتحولين بحوالي 3.8 مليون سنويًا. وفقاً للموسوعة المسيحية العالميَّة يعتنق المسيحية سنويًا 2.7 مليون شخص قادمين من خلفيات دينية مغايرة.

### من أديان شرق آسيا
بحسب واشنطن بوست نمت المسيحية بمعدل ضعف معدل السكان في آسيا، ومن المتوقع أن ينمو عدد سكان المسيحيين في آسيا من 350 مليون نسمة ليصل إلى 460 مليون بحلول عام 2025. وتنمو المسيحية في عدد من الدول ذات الثقافة البوذية في الشرق الأقصى بسبب التحول لها، خاصًة في الصين التي ازداد اعداد معتنقي المسيحية، وبحسب تقرير لمجلة ذي إيكونوميست تنتشر الإنجيلية وتنمو بين الصينيين في جنوب شرق آسيا. أظهرت دراسة أن أكثر من 50% من رواد الكنائس الإنجيلية في جنوب شرق آسيا، يحملون شهادة جامعية، وهم صينيون، ومن عائلات ذات خلفيات دينية غير مسيحية في السابق. ووفقاً لمركز دراسة المسيحية العالمية في معهد غوردون كونويل في ماساتشوستس، «آسيا هي سوق نمو للمسيحية»، حيث يقدر أن تنمو المسيحية 10 مرات أسرع من نموها في أوروبا. وبحسب تقرير لجامعة سنغافورة للإدارة «يتحول المزيد والمزيد من الناس في جنوب شرق آسيا إلى المسيحية. ولكن هؤلاء المتحولين الجدد - ومعظمهم من الصينيين العرقيين - ينجذبون بشكل خاص إلى المسيحية الكاريزمية». ويشير التقرير إلى دراسة الباحثة جولييت كونينغ وهايدي داهلس من الجامعة الحرة بأمستردام حيث وفقاً لهم «هناك توسعاً سريعاً للمسيحية الكاريزمية منذ الثمانينات فصاعداً. ويقال إن سنغافورة والصين وهونغ كونغ وتايوان وإندونيسيا وماليزيا لديها أسرع المجتمعات المسيحية نمواً، وأن غالبية المؤمنين الجدد هم صاعدون متحركون، وحضريون، وشباب من الطبقة المتوسطة». وبحسب التقرير تمتلك آسيا ثاني أكبر عدد مسيحيين من الخمسينيين من أي قارة، حيث ارتفع عدد الخمسينيين من 10 ملايين في عام 1970 إلى 135 مليونًا في عام 2000. وبحسب تيرينس تشونج من معهد دراسات جنوب شرق آسيا «تنمو حركة الخمسينية المستقلة بسرعة في جنوب شرق آسيا في العقود الأخيرة، مستفيدة من التوسع الأوسع في المسيحية الكاريزمية منذ الثمانينيات من القرن العشرين فصاعداً في سنغافورة وإندونيسيا وماليزيا، وكذلك في تايوان وكوريا الجنوبية».
وتشير مصادر مختلفة إلى أن عدد متزايد من الصينيين يتحولون إلى المسيحية، خاصةً إلى الرومانية الكاثوليكية والبروتستانتية. وتشير عدد من المصادر إلى نمو فئة الشباب والمتعلمين وسكان المدن بين المتحولين للمسيحية الصين. وبحسب إحصائية لجامعة شيان جياوتونغ الصينية كان 30% من المتحولين إلى المسيحية من فئة الشباب. وبحسب مصدر يتحول بين 60,000 إلى 70,000 صيني سنوياً إلى المذهب الكاثوليكي. وأظهرت دراسة للحياة الدينية لطلاب الجامعات في بكين نشرت في مجلة الأكاديمية الصينية للعلوم والإلحاد في عام 2013 أن هناك نمو سريع للمسيحية بين طلاب الجامعات.

### من الإسلام

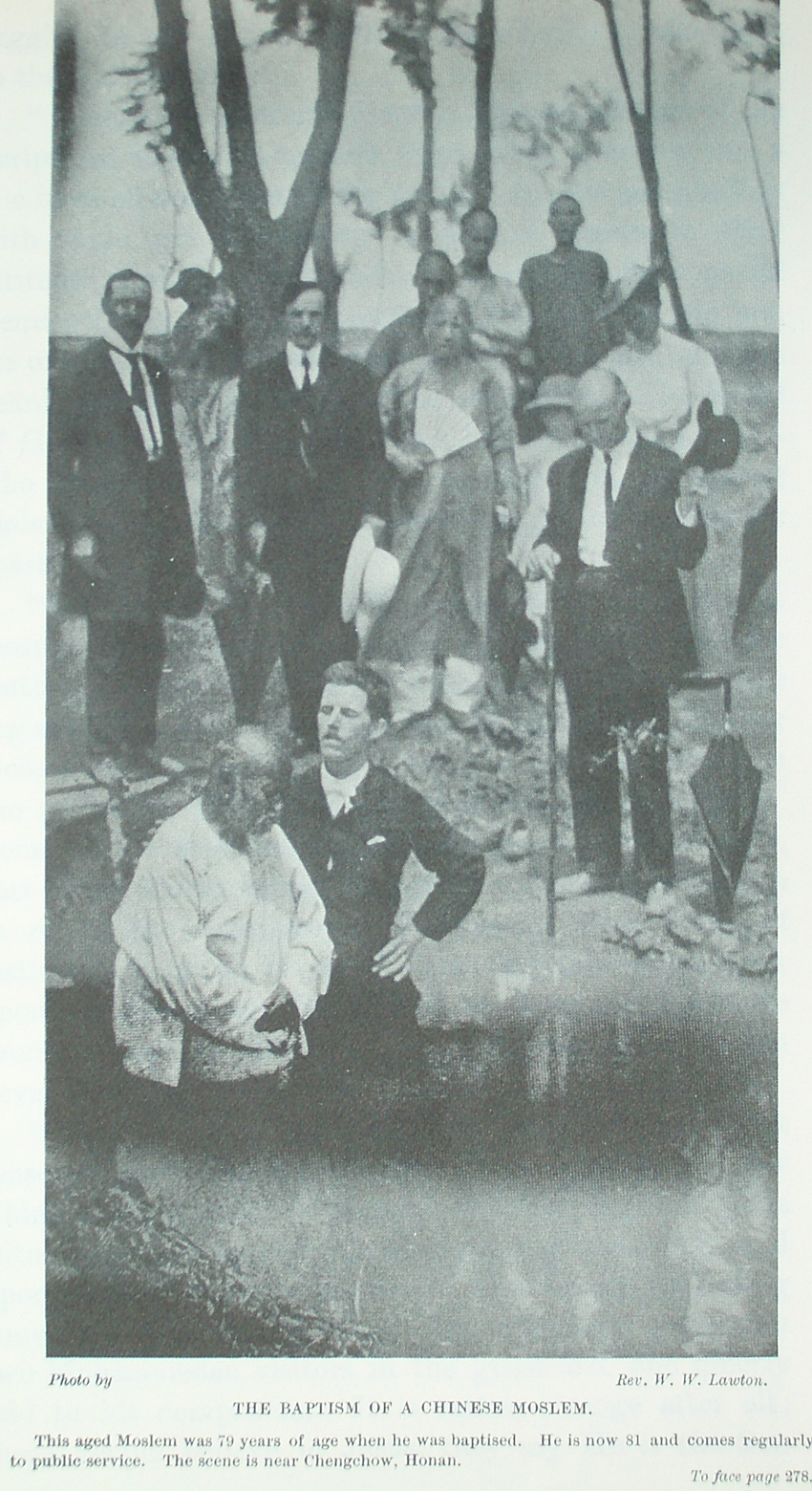
صورة لمعمودية مُسلم صيني على يد الإرساليات التبشيرية في خنان.

وفقًا للمؤرخ جيفري بلايني من جامعة ملبورن، منذ عقد 1960 كانت هناك زيادة كبيرة في عدد التحولات من الإسلام إلى المسيحية، ومعظمها إلى الأشكال الإنجيلية والخمسينية. ووفقًا لبلايني، فإن هذا يرجع إلى عدة أسباب، من بينها عدم وجود روابط بين المسيحية الإنجيلية والقوى الاستعمارية على عكس الكنيسة الرومانية الكاثوليكية والكنائس البروتستانتية الرئيسية، فضلًا عن صعود الإسلاموية، مما دفع بعض المسلمين إلى التطلع إلى الأديان الأخرى مثل المسيحية من خلال النشاط الإنجيلي في وسائل الإعلام المرئية والمسموعة، فضلاً عن اللادينية. يواجه العديد من المسلمين الذين اعتنقوا المسيحية اضطهادًا اجتماعيًا وحكوميًا. قدرَّ الباحث ديفيد رادفورد من جامعة جنوب أستراليا عام 2015 أن «ما بين 8 وحوالي 10 ملايين مسلم سابق قد تحولوا إلى المسيحية في العقدين الماضيين»، ووفقًا لرادفورد، يُمكن العثور على أكبر المجتمعات المسيحية ذات الخلفية الإسلامية في إندونيسيا ونيجيريا والولايات المتحدة وإثيوبيا والجزائر وإيران. إندونيسيا هي موطن لأكبر المجتمعات المسيحيَّة ذات الخلفية الإسلامية في العالم. وفقًا لمصادر مختلفة، منذ منتصف وأواخر الستينيات من القرن العشرين، تحول ما بين مليونين إلى 3 ملايين مسلم إلى المسيحية في إندونيسيا.
وفقًا للباحثين فيليكس ويلفريد من جامعة مدراس وكريس هان من جامعة كامبريدج ومعهد ماكس بلانك للأنثروبولوجيا الاجتماعية، منذ سقوط الشيوعية، فإن عدد المسلمين الذين تحولوا إلى المسيحية في أجاريا، وأذربيجان، والبلقان والجمهوريات الآسيوية الوسطى تزايد بسرعة ملحوظة. وفقًا للباحث مايكل بوردو من معهد كيستون، منذ سقوط الشيوعية، زاد عدد المسلمين الذين تحولوا إلى المسيحية بشكل ملحوظ في ألبانيا والبوسنة والهرسك وبلغاريا والقوقاز وكوسوفو وجمهوريات آسيا الوسطى وروسيا؛ وفقاً للباحثين جون جارارد وكارول جارارد من جامعة برينستون في حين أن معظم المسيحيين الروس الذين اعتنقوا الإسلام هم في الأساس من النساء اللاتي اعتنقن الإسلام بعد زواجهن من أزواجهن المسلمين، فإن المسلمين الذين اعتنقوا المسيحية في روسيا يأتون من مختلف الفئات العرقية والعمرية والجندرية والأوضاع الاجتماعية والاقتصادية. يُشير بعض العلماء والباحثين إلى أنه في الشرق الأوسط في العقدين الماضيين كان هناك أعداد متزايدة ملحوظة من اعتناق المسيحية بين الأمازيغ والأكراد والفرس والأتراك، وبين بعض الأقليات الدينية مثل العلويين والدروز. وفقًا لبعض العلماء والباحثين، كان هناك عدد متزايد ملحوظ من التحولات إلى المسيحية بين الأقليات المسلمة في العالم الغربي في العقود الماضية، وعلى الأخص من قِبل الأفغان والألبان والإيرانيين والعراقيين والمغاربيين والأكراد والأتراك، ولكن أيضًا من قِبل العرب وكذلك من قبل الهنود والباكستانيون.
وفقًا لدراسة «المؤمنين في المسيح من خلفية مسلمة: إحصاء عالمي» والتي نُشرت من قِبل معهد دراسات الدين في جامعة بايلور عام 2015، وجدت أن عدد المسلمين المتحولين للديانة المسيحية بين سنوات 1960-2015 يصل إلى حوالي 10.2 مليون شخص. وجدت الدراسة أنه منذ 1960، كانت هناك زيادة كبيرة في عدد التحولات من الإسلام إلى المسيحية. وكان معظم هذه التحولات إلى الكنائس الإنجيلية أو الخمسينية المسيحية، ولكن كانت هناك أيضًا تحولات إلى الكاثوليكية والأرثوذكسية. بحسب الدراسة تضم كل من نيجيريا (600,000)، وإثيوبيا (400,000)، والجزائر (380,000)، وبوركينا فاسو (200,000)، وتنزانيا (180,000) على أكبر عدد من معتنقي المسيحية من خلفية إسلاميّة في القارة الأفريقيّة وتضم كل من الكاميرون والمغرب على أعداد من المتحولين للمسيحية. ويتواجد أكبر أعداد من المسلمين المتحولين للمسيحية في أوروبا في كل من بلغاريا، والمملكة المتحدة، وألمانيا، وألبانيا وفرنسا. تضم الأمريكتين أعدادًا من المسلمين المتحولين للمسيحية أغلبهم من اللاجئين الإيرانيين والأفغان وتضم الولايات المتحدة حوالي 450,000 مسلمون تحولوا إلى المسيحية. تضم القارة الآسيوية على أكبر عدد من المسلمين المتحولين للمسيحية؛ ويتواجد أكبر عدد من المسيحيين من خلفية مسلمة بحسب الدراسة في إندونيسيا والتي تضم 6.5 مليون مسيحي من خلفية إسلامية (ويضم الرقم المتحولين للمسيحية وأبناءهم)، تليها بنغلاديش (130,000)، وإيران (100,000)، والمملكة العربية السعودية (60,000) وكازاخستان (50,000) إلى جانب تركيا والهند. أمّا في قارة أوقيانوسيا يتواجد أكبر عدد من المسلمين المتحولين للمسيحية في أستراليا والتي تضم 20,000 متحول.

### من الدرزية
على مدار التاريخ اعتنق عدد من الموحدين الدروز الديانة المسيحية وكان أبرزهم بعض آمراء آل شهاب، وعشيرة أبي اللّمع النافذة.
وفقاً للباحثة إليزابيت جرانلي من جامعة أوسلو في دراسة عن تحول العلويين والموحدون الدروز في سوريا إلى المسيحية، وجدت أنَّ العلويين الذين يتحولون المسيحية يواجهون صراع مع هويتهم أكثر من نظرائهم الدروز بسبب إشكالية الهوية العلوية وذلك على الرغم من الإلمام بالمسيحية والخلفية التوفيقية. بينما من ناحية أخرى لا يجد الموحدون الدروز المتحولين إلى المسيحية أي تناقض بينها وبين هويتهم الدرزيَّة، حيث يرى بعض الدروز المتحولين أنهم بطريقة أو بأخرى ما زالوا دروز ومسيحيين وأن لا تناقض بين الهويتين. وقَدّر مشروع جوشوا أعداد الموحدون الدروز السوريين المتحولين إلى المسيحية بحوالي 1,920 شخص. واستناداً إلى البيانات الرسمية التي وردت من المحاكم الدينية الدرزية، حوالي 10% من 145 حالة للدروز الإسرائيليين الذين إرتدوا وتركوا العقيدة الدرزية بين عام 1952 إلى عام 2009، تحولوا إلى الديانة المسيحية. كما ومع هجرة الموحدون الدروز إلى العالم الجديد، تحوّل العديد منهم إلى الديانة المسيحية إسميًا، وخصوصًا إلى الكنيسة المشيخية والميثودية.

### من اليهودية

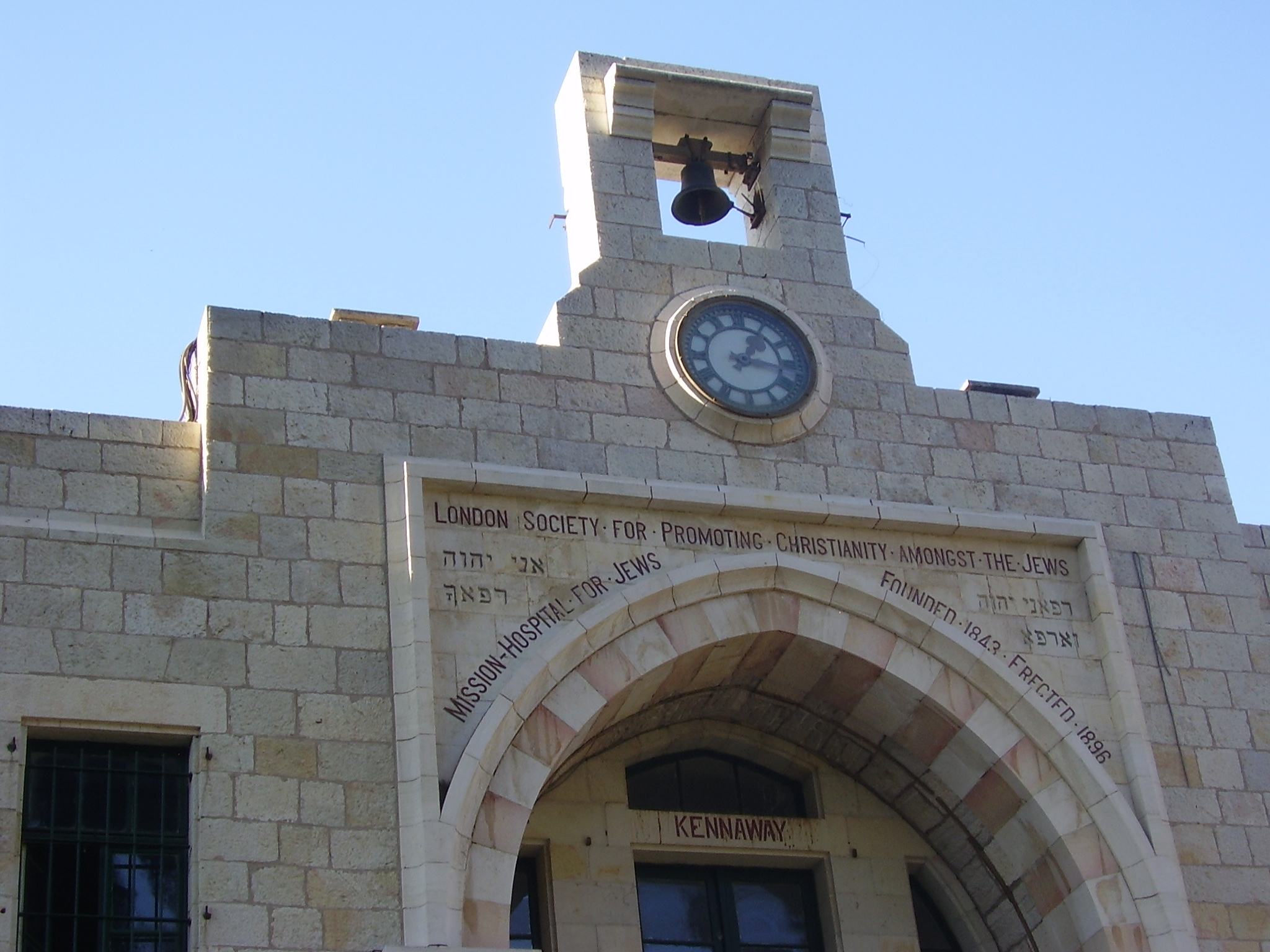
مستشفى تابع لجمعية لندن التبشيرية؛ وهي من أبرز الجمعيات التي عملت على التبشير والتنصير بين اليهود.

هناك تاريخ طويل من التحول اليهودي إلى المسيحية، سواء من خلال التحويل الطوعي أو القسري. ما يلي هو جزء من تاريخ بعض التحويلات الجماهيرية المعروفة. تشير الموسوعة اليهودية إلى بعض الإحصاءات عن تحول اليهود إلى البروتستانتية والكاثوليكية، والمسيحية الأرثوذكسية (التي تسميها «الكاثوليكية اليونانية»). اعتنق حوالي 2,000 من يهود أوروبا المسيحية سنوياً خلال القرن التاسع عشر، ولكن في 1890 وكان العدد أقرب إلى 3,000 سنويًا، وحوالي 1,000 في هنغاريا والنمسا (غاليسيا)، 1,000 في روسيا فضلًا عن (بولندا وبيلاروس وأوكرانيا وليثوانيا)، و500 في ألمانيا (بوسن)، والباقي في العالم الإنجليزي. شهد القرن التاسع عشر تحول 250,000 يهودي على الأقل للديانة المسيحية وفقا للسجلات الموجودة.
نتيجة لارتفاع معدل تحول اليهود إلى المسيحية، يمكن العثور على العديد من المسيحيين من أصول يهودية. في عام 1930، اكتشف المسؤولون النازيون أن السكان المسيحيين الألمان الذين لديهم أصول يهودية يساوي تقريبًا عدد الجالية اليهودية البالغ عددها خمسمائة ألف تقريبًا. تشير الدراسات أن حوالي 19.3% من الإسبان والبرتغاليين الكاثوليك هم سليلي ذريَّة وأسر يهودية سفاردية في شبه الجزيرة الإيبيرية الذين اعتنقوا الكاثوليكية طوعًا أو قسرًا في القرن الرابع عشر والقرن الخامس عشر. وتشير التقديرات إلى ما لا يقل عن 10% من سكان أمريكا اللاتينية ممن تنحدر أصولهم إلى شبه الجزيرة الإيبيرية هم من أصول يهودية سفاردية.
كشف استطلاع من مركز بيو للدراسات وللرأي اجري بين يهود أمريكا في أكتوبر 2013 ونشرته صحيفة «هارتس»، نقلا عن «نيو يورك تايمز»، كشف عن ارتفاع عدد المسيحيون من خلفية يهودية وبين الاستطلاع انه يقطن في الولايات المتحدة 1,600,000 يهودي تحول للمسيحية أو مسيحي من خلفية يهودية. بحسب إحصائية تعود لعام 2012 وجدت أن 17% من يهود روسيا يعتنقون الديانة المسيحية؛ الغالبية منهم تتبع مذهب الكنيسة الروسية الأرثوذكسية. حاليًا يعيش في الأرجنتين 64,000 كاثوليكي من أصول يهودية، كما ويتواجد في إسرائيل حوالي 40,000 من المسيحية الكاثوليك ذوي الأصول اليهودية، وينتمون إلى الطقس اليهودي العبري ، إضافة إلى الآلآف من اليهود الإسرائيليين ممن اعتنقوا المسيحية ويتوزعون بين البروتستانتية التقليدية والإنجيلية.
تشمل قائمة اليهود المتحولين للمسيحية العديد من الشخصيات التي تركت آثر في التاريخ منهم موسيقيين أمثال فيلكس مندلسون، وغوستاف مالر، وأرنولد شوينبيرج، وفلاسفة أمثال إدموند هوسرل، وإديت شتاين، وسيمون فايل، ومورتيمر أدلر، وسياسيين أمثال بينجامين دزرائيلي وروبرت موسباكر وأدباء وشعراء أمثال راحيل فارنهاجن، وهاينرش هاينه، ولورنزو دابونتي، ورومان ياكوبسون، وعلماء أمثال غوستاف ماغنوس، وجون فون نيومان، وليز مايتنر، وليوبلد كرونكر، ودافيد ريكاردو، وابرام يوفي، وأوتو لوبارش، وأبراهام سموالوفيتش بيسيكوفيتش وحاصلين على جائزة نوبل أمثال بوريس باسترناك، وفريتز هابر،:33 وجرتي كوري، وكارل لاندشتاينر، وماكس بورن، وفولفغانغ باولي، ويوجين ويغنر، ودنيس غابور، ومشاهير أمثال بوب ديلن، وشيا لابوف، وويليام ليفي، ورجال أعمال أمثال جوليوس رويتر، ومارسيل داسو، وبوريس بيريزوفسكي، ولاعبي الشطرنج أمثال لويس راميريز دي لوسينا، وزيغبرت تاراش وغيرهم آخرين.
نتج عن الجهود التبشيرية المسيحية بين اليهود جماعات من اليهود المسيحيين وهم يهود عرقيًا وإثنيًّا ممن تحولوا إلى الديانة المسيحية. وهم في الغالب أعضاء في الكنيسة الكاثوليكية والبروتستانتية، وتم استيعابهم ثقافيًا بشكل عام في صلب التيار المسيحي المركزي، على الرغم من أنّ بعض هذه الجماعات المسيحية اليهودية التوفيقية تحتفظ بشعور قوي تجاه هويتها اليهودية أبرزها الكاثوليك العبرانيين (بالعبرية: עִבְרִים קָתוֹלִים)، واليهود المسيانيين (بالعبريّة: יְהוּדִים מָשִׁיחַיים) وهي حركة إنجيلية بروتستانتية تؤكد على العنصر «اليهودي» في الإيمان المسيحي ويتكون أتباعها من اليهود المؤمنين بالمسيح ويعتبر اليهود المسيانيين حركة يهودية عرقيًا مسيحية دينيًا.

## التحول بين الطوائف
تقبل معظم الطوائف المسيحية المعمودية التي تقوم بها طائفة مسيحية أخرى. دائمًا تقريبًا، يجب أن تكون المعمودية بالماء وأن تتم باسم الثالوث. وعادةً ما يتم استقبال هؤلاء المتحولين عن طريق طقس رسمي يتضمن عادةً أيضًا أخذ الشركة في الطائفة وربما يتم تأكيدها. يُطلق على التشابه في الإيمان الضروري لقبول المعمودية تحت طائفة مختلفة «مثل الإيمان والممارسة» أو أحيانًا «الطريقة الصحيحة، الوسيط الصحيح، المعنى الصحيح».

### الكاثوليكية
تعتبر الكنيسة الكاثوليكية أن جميع أشكال المعمودية بالماء، بما في ذلك التغطيس الكامل، والالتزام، والسكب التي تتم باسم الثالوث، صالحة.
عادة لا يتم إعادة معمودية البروتستانت (اللوثريين، والمورافيين، والأنجليكان، والمشيخيين، والمعمدانيين، والخمسينيين، والميثوديين، وما إلى ذلك) الذين تحولوا إلى الكاثوليكية، كما ولا يتم إعادة معمودية المسيحيون الشرقيون (الأرثوذكس الشرقيون، والأرثوذكس المشرقيون، والآشوريون) الذين تحولوا إلى الكاثوليكية، ويُطلب منهم فقط ممارسة إيمان بسيط ثم البدء في المشاركة في القربان المقدس دون الحاجة إلى تأكيد بسبب اعتراف الكنيسة الكاثوليكية بالأسرار المسيحية الشرقية. ويتم تسجيل المسيحيين الشرقيين الذين تحولوا إلى الكنيسة الكاثوليكية تلقائيًا في الطقوس الشرقية المقابلة للكنيسة التي نشأوا منها بغض النظر عن الكنيسة القانونية الفريدة التي دخلوا من خلالها إلى الكنيسة الكاثوليكية.
يتم قبول المورمون وشهود يهوه وأتباع وحدانية الخمسينية والإخوة المسيحية وجماعة العلم المسيحي وغيرهم من الجماعات التي تتمسك في اللاثالوثية أو الذين لا يعمدون في الصيغة «الصحيحة» بالثالوث إلى الكنيسة الكاثوليكية من خلال المعمودية بسبب عدم اعتراف الكنيسة الكاثوليكية بعدم التبعية المعمودية. كما تم تعميد جمعية الأصدقاء الدينية (الكويكرز) وأعضاء جيش الخلاص لأن أعضاء هذه الكنائس لا تمارس المعمودية.
المتحولون إلى أي من الكنائس الكاثوليكية الشرقية، وهي 23 كنيسة ذات سيادة خاصة في شركة كاملة مع أسقف روما، عادةً ما تستقبلهم تقاليد تلك الكنيسة المعينة.

### الأرثوذكسية الشرقية
يوجد في الكنائس الأرثوذكسية الشرقية آراء مختلفة لدى الأساقفة واللاهوتيين حول كيفية استقبال المسيحيين القادمين من الطوائف الأخرى. بشكل عام، تقبل معظم الولايات القضائية الأرثوذكسية المعمودية التي تتم في طائفة أخرى بالتدبير، طالما تم ذلك بالماء باسم الثالوث؛ هذا هو الموقف الذي اتخذته بطريركية القسطنطينية المسكونية. معظم المتحولين من الطوائف المسيحية الأخرى مع المعمودية في الصيغة الثالوثية (الكاثوليك، والبروتستانت، والأرثوذكس المشرقيون، والآشوريون) يتم استقبالهم بالميرون وإعلان الإيمان. على وجه التحديد، يمكن استقبال أولئك الذين تم تعميدهم في التقاليد الأرثوذكسية المشرقية، والرومانية الكاثوليكية، واللوثرية، والكاثوليكية القديمة، والكنيسة المورافية، والأنجليكانية، والميثودية، والإصلاحية، والمشيخية، وكنيسة الإخوة البليموث، والخمسينية، أو الكنيسة المعمدانية في الكنيسة الأرثوذكسية من خلال سر الميرون من دون إعادة طقس المعمودية.

### الأرثوذكسية المشرقية
يختلف الاستقبال الأرثوذكسي المشرقي للمتحولين من الطوائف المسيحية الأخرى بشكل كبير. تقبل الكنيسة القبطية الأرثوذكسية جميع طقوس المعمودية التي تمت في الكنيسة الأرثوذكسية الشرقية، ومنذ أبريل عام 2017، تقبل تلك المعمودية التي حصلت في الكنيسة الرومانية الكاثوليكية. إن الكنيسة الأرمنية الرسولية، والكنيسة السريانية الأرثوذكسية، وكنيسة مالانكارا الأرثوذكسية على استعداد لقبول أي معمودية تتم بالماء باسم الثالوث.

### البروتستانتية
تعتقد معظم المجموعات البروتستانتية الرئيسية أن المعمودية التي تتم بالماء باسم الثالوث صالحة وستقبل المتحولين الذين تم تعميدهم في الطوائف المسيحية السابقة وفقًا لعاداتهم الخاصة.
بعض الجماعات الإنجيلية مثل الكنيسة المعمدانية والخمسينية لا تعتبر المعمودية التي تتم عن طريق الرش أو السكب صالحة وقد تعيد تعميد المتحول من طائفة أخرى عن طريق الانغماس الكامل.

### أخرى
لا يتعرف المورمون بالمعمودية التي تتم في الطوائف المسيحية ويعيدون تعميدهم باستخدام صيغة الثالوث (على الرغم من أنهم يرفضون عقيدة الثالوث الأرثوذكسية) ويؤكدون المتحولين.
يقبل أتباع وحدانية الخمسينية فقط المعمودية التي تتم باسم يسوع، وبالتالي، يعمدون المتحولين من الطوائف السابقة الذين لم يتم تعميدهم سابقًا في هذه الصيغة المعينة.
شهود يهوه يقومون يتعميد جميع المتحولين بما في ذلك أولئك الذين سبق أن حصلوا على المعمودية في الطوائف السابقة.